# Charlotte von Sachsen-Meiningen

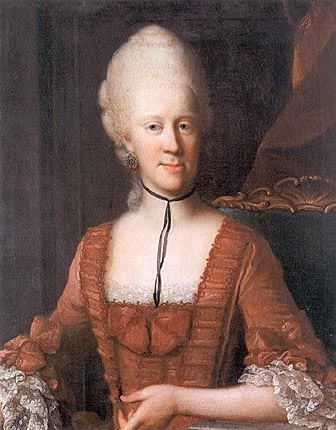
Ölmalerei, 1775

Charlotte, Prinzessin von Sachsen-Meiningen (vollständiger Name Prinzessin Marie Charlotte Amalie Ernestine Wilhelmine Philippine von Sachsen-Meiningen; * 11. September 1751 in Frankfurt am Main; † 25. April 1827 in Genua) war durch Heirat eine Herzogin von Sachsen-Gotha-Altenburg.

## Leben
Charlotte wurde als Tochter des Herzogs Anton Ulrich von Sachsen-Meiningen und dessen Ehefrau Charlotte Amalie, einer geborenen Prinzessin von Hessen-Philippsthal, geboren. Damit entstammte sie dem Haus Sachsen-Meiningen. Am 21. März 1769 heiratete sie in Meiningen Ernst II. von Sachsen-Gotha-Altenburg, der ab 1772 in der Nachfolge seines Vaters Friedrich III. das Herzogtum regierte.
Ernst II. galt als aufgeklärter Monarch, ein großer Förderer von Kunst und Wissenschaft, der sein Land zu einer kulturellen Blüte führte. In diesen Bemühungen wurde er von Charlotte nach Kräften unterstützt.
Die Herzogin wirkte wie ihr Gemahl als Mäzenin für die Astronomie. Sie rechnete Hilfstafeln für den Hofastronomen Franz Xaver von Zach, sie nahm auch an Beobachtungen und dem Astronomenkongress 1798 auf der Seeberg-Sternwarte teil und korrespondierte selbstständig mit führenden Astronomen der Zeit.
Nach dem Tode Herzog Ernsts 1804 kam es zu Schwierigkeiten mit seinem Sohn und Nachfolger Herzog August. Charlotte verließ Gotha mit Zach als Oberhofmeister und verbrachte einige Zeit in Eisenberg. Später reiste sie mit Zach in den Süden, lebte mehrere Jahre in Marseille und später in Genua, wo sie 1827 starb.

## Nachkommen
Aus der Ehe Charlottes und Ernsts gingen vier Söhne hervor, von denen zwei das Erwachsenenalter erreichten:
- Ernst (1770–1779), Erbprinz von Sachsen-Gotha-Altenburg
- August (1772–1822)
- Friedrich IV. (1774–1825)
- Ludwig (*/† 1777)

Ihre Schwester Wilhelmine Luise heiratete im Jahr 1781 Landgraf Adolf von Hessen-Philippsthal-Barchfeld.

## Musikalische Aktivitäten
Charlotte war künstlerisch aktiv. Sie schuf musikalische Kompositionen, von denen sich einige Abschriften in der Barchfelder Musikaliensammlung, die im Hessischen Musikarchiv in Marburg aufbewahrt wird, erhalten haben. Dazu zählen einige Cembalo-Stücke, die vermutlich über verwandtschaftliche Verhältnisse in die Sammlung gelangt sind.
- drei Contretänze, HA IV 190
- zwei Menuette für Cembalo, D- und G-Dur, HA IV 193
- Menuett für Cembalo, F-Dur, HA IV 307 – verschollen,

sowie die folgenden drei Kompositionen nach Maren Goltz: Musiker-Lexikon des Herzogtums Sachsen-Meiningen (1680-1918). Meiningen 2008.
- Kanzonetta mit Veränderungen Druck Leipzig 1781
- 12 Lieder von einer Liebhaberin Druck Gotha 1786.
- Sinfonie (Manuskript)
- Militär-Tänze (siehe RISM)

## Trivia
In der Residenzstadt Gotha schuf sich Charlotte ein bleibendes Denkmal mit der Errichtung des Teeschlösschens, das ihr beliebtester Sommeraufenthalt war. Bis heute erinnert das oberhalb der Orangerie gelegene Lustschlösschen in Form einer neogotischen Kapelle an die Herzogin.